# 城山館
城山館（じょうざんかん）は、長野県長野市の善光寺東側に位置する、城山高台南部に存在した民間の集会施設の名称。

## 概要
城山館は1887年（明治20年）、集会施設として有志の株主らにより建設され、政談演説会や各種団体会議や催事のほか、ビリヤード、将棋・囲碁など庶民の娯楽の場として活用され、また善光寺参詣の休息所としても利用された。
株主らは城山館の使用料を運営費に充てていたが、運営は次第に厳しい状況となる。1898年（明治31年）6月、株主らにより藤井平五郎へ城山館の売却が決定されたが、その翌7月に長野市民より「城山館は市有財産にすべし」と意見が出され、長野市によって買収された。
1949年（昭和24年）2月、隣接する蔵春閣を火元とする火災にて延焼。2階建倉庫、はなれ座敷、物置など一部を残して焼失。
1954年（昭和29年）、跡地に長野市観光館が建てられ、さらに1976年（昭和51年）には現城山公民館が建設された。

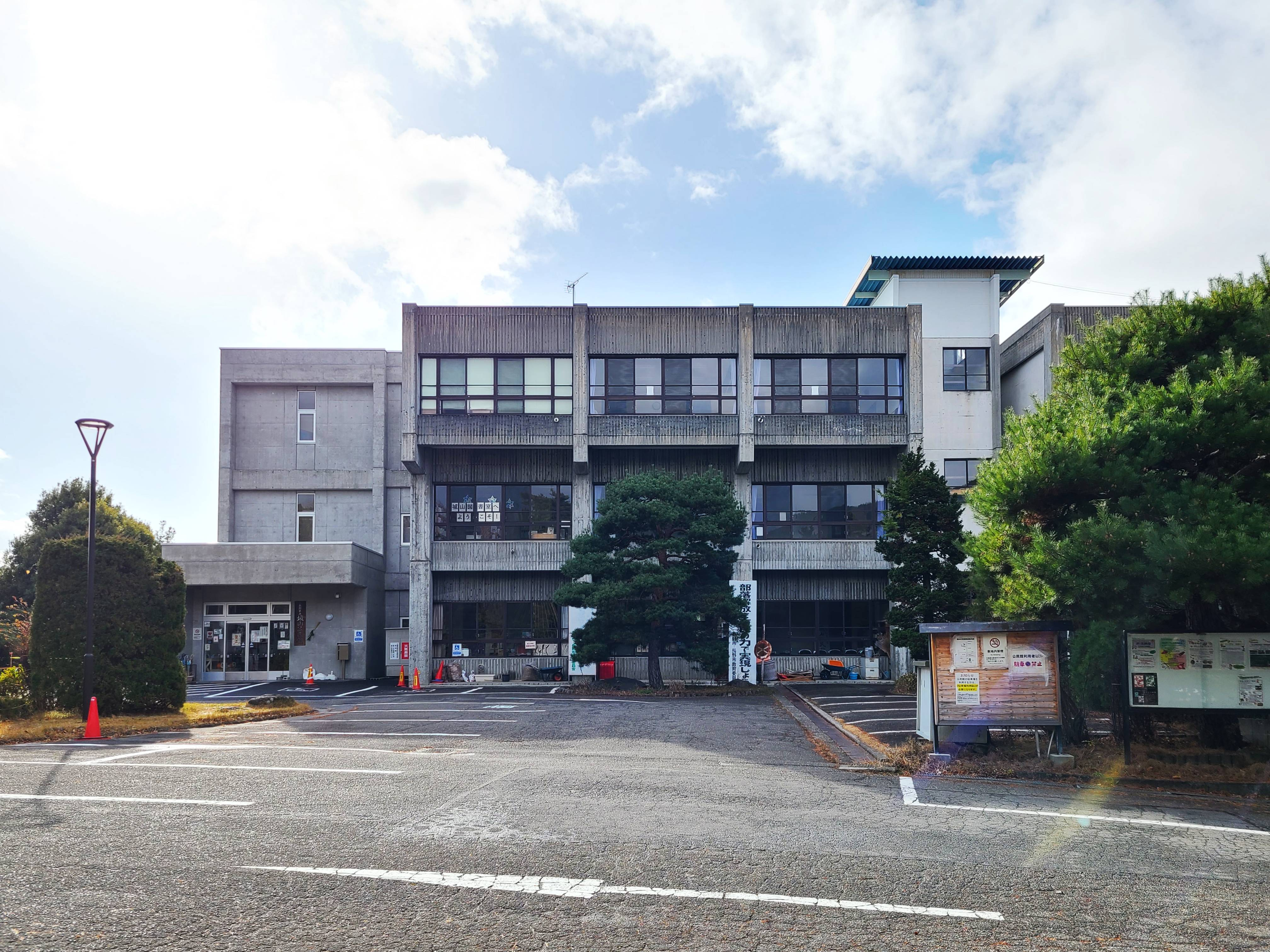
城山公民館（2024年）

## 立地
城山館が建てられた城山高台南部は埴科・更科・高井・水内四郡を一望できる絶景の地として古くから知られ、江戸時代後期には四宜楼という民間経営の茶屋が設けられていた。
また、1878年（明治11年）9月 、明治天皇御巡幸の際には、城山高台南部に存在した毘沙門堂のあたりへ御休息所（佳郷館）が設けられた。

## 沿革
1. 1878年（明治11年）9月9日 - 城山へ明治天皇御巡幸、毘沙門堂のあたりへ御休息所が設けられ善光寺平眺望と花火を叡覧[5][6]
2. 1887年（明治20年） - 城山館が有志らによって建設される
3. 1898年（明治31年）6月 - 当時の株主らにより、藤井平五郎へ城山館売却が決定される
4. 1898年（明治31年）7月 - 長野市民の「城山館は市有財産にすべし」との意見から、長野市によって買収
5. 1949年（昭和24年）2月6日 - 火災により焼失
6. 1954年（昭和29年）4月2日 - 跡地に長野市営観光館が開館 → 現存せず
7. 1966年（昭和41年） - 城山公民館が同地に建てられる